# Hébé
Pour les articles homonymes, voir Hébé (homonymie).

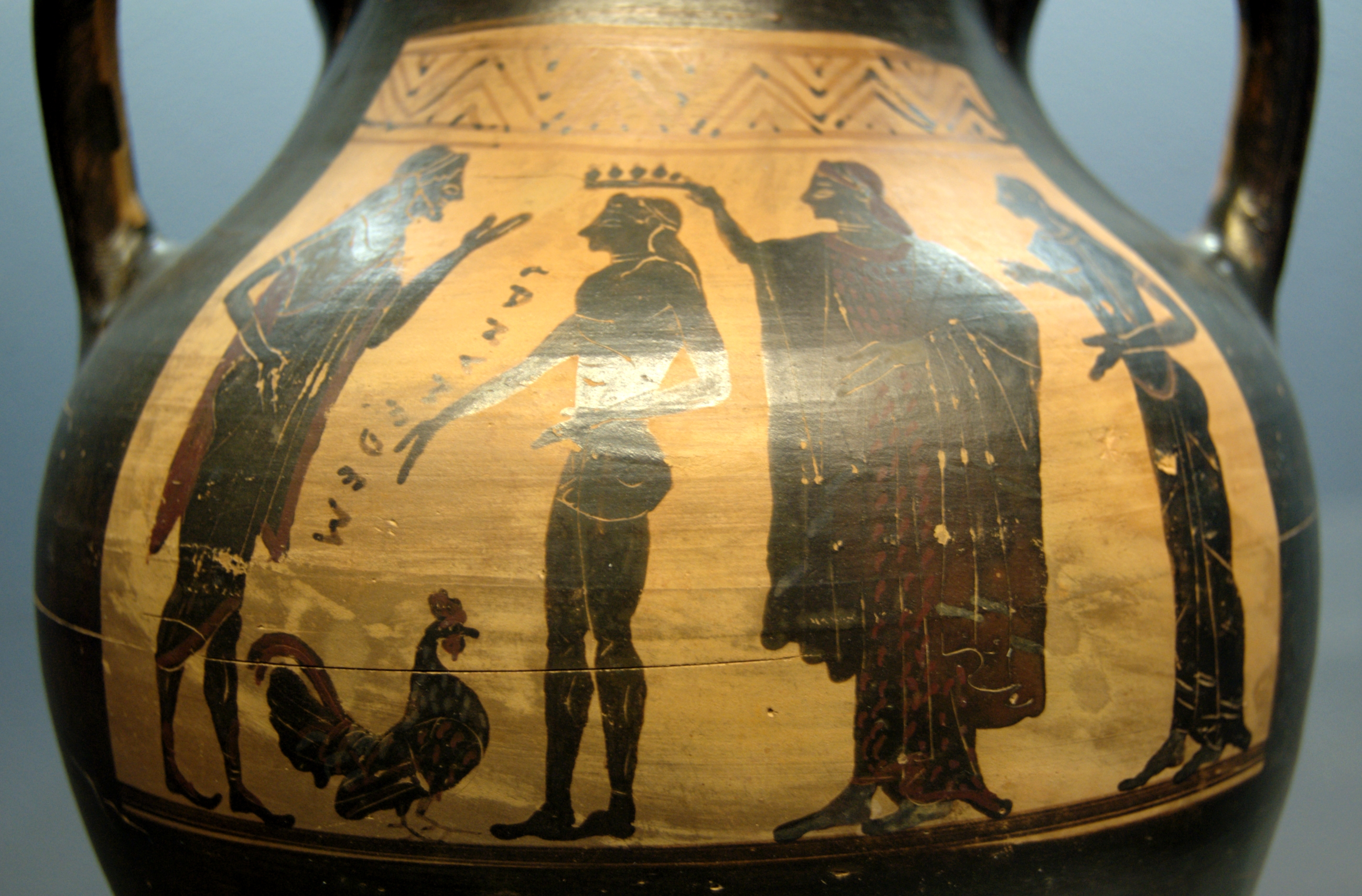
Ganymède accueilli dans l'Olympe par Zeus, une déesse et Hébé (sur la droite). Staatliche Antikensammlungen de Munich.

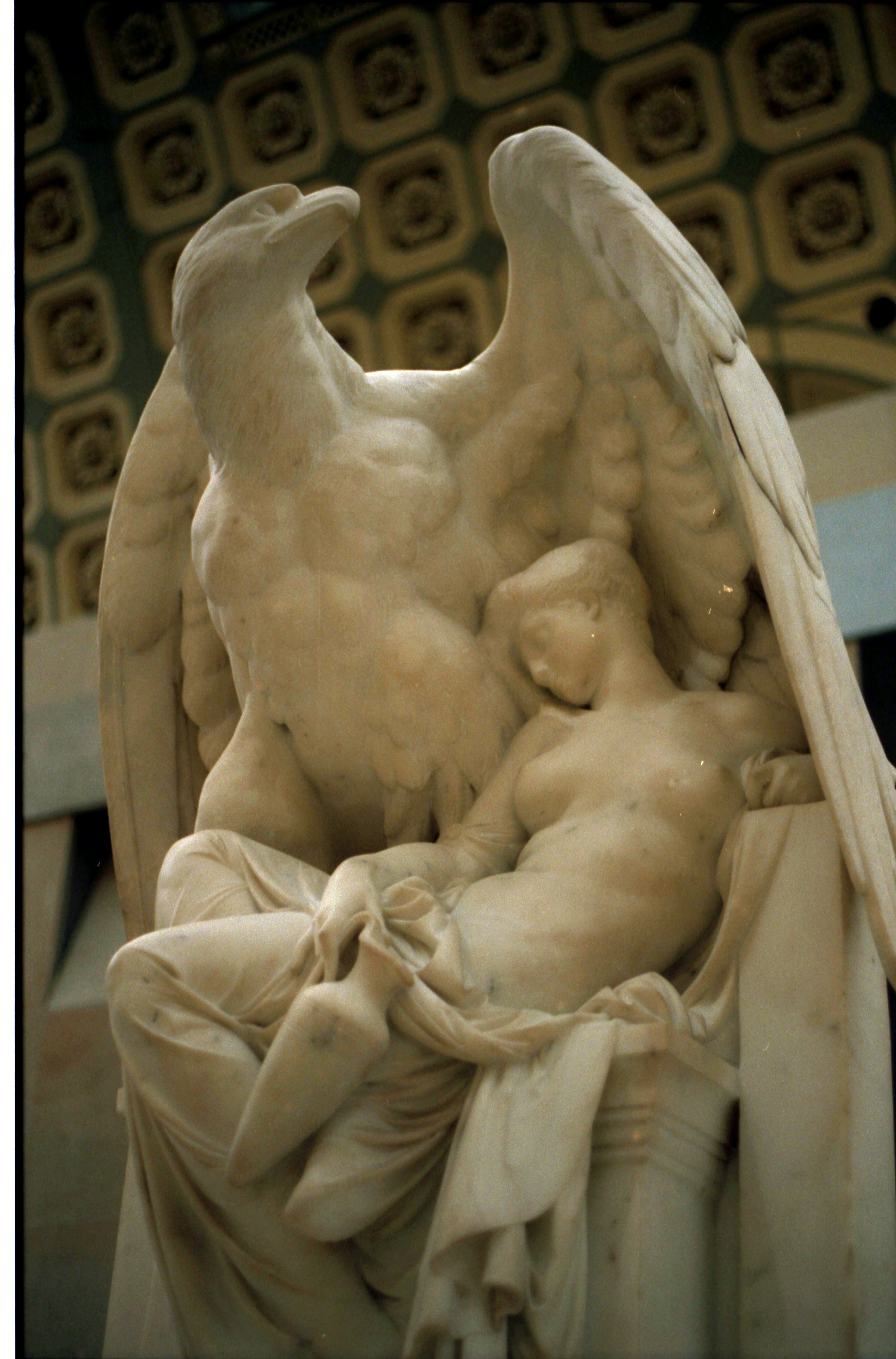
Hébé endormie par Albert-Ernest Carrier-Belleuse,(1869), marbre, Paris, musée d'Orsay.

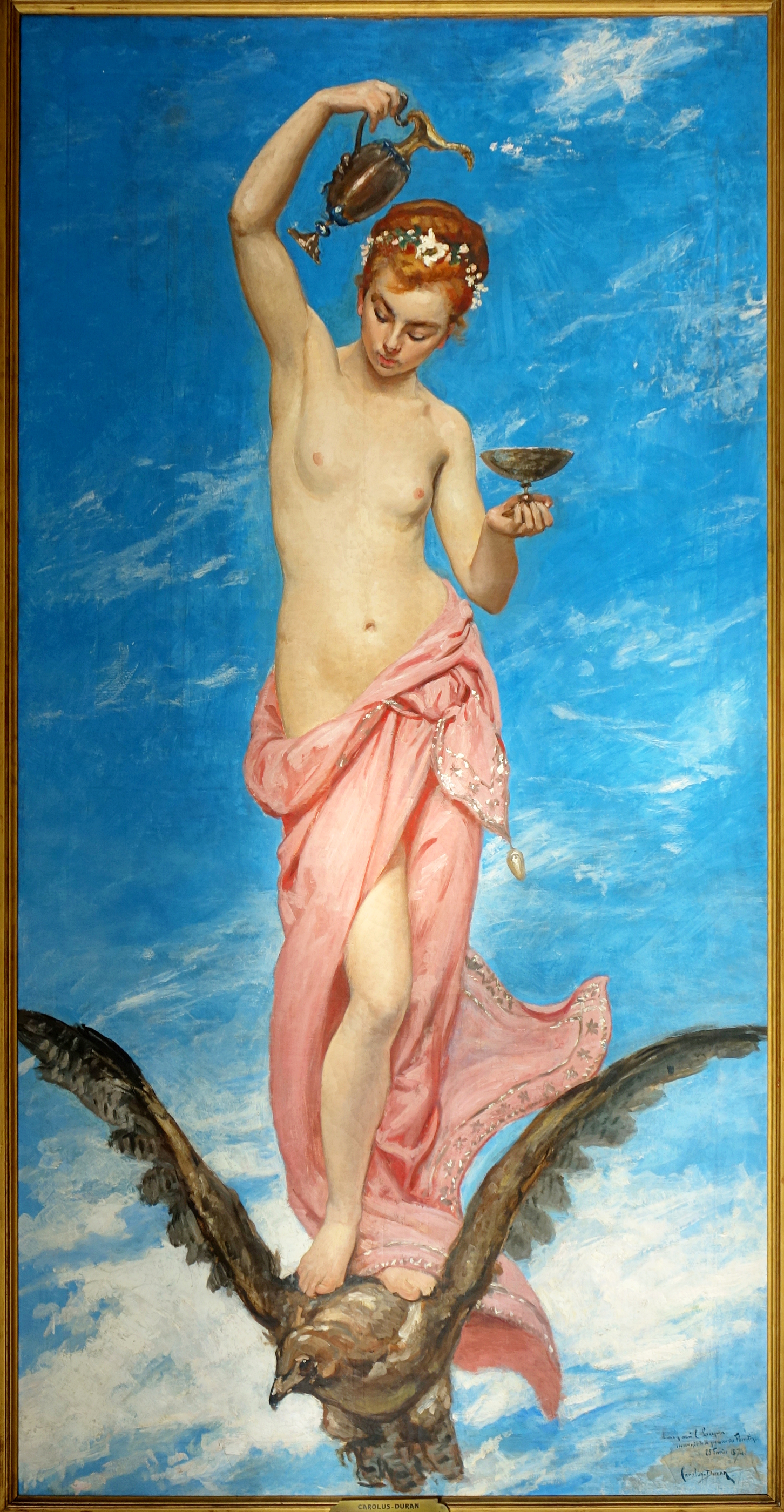
Hébé par Carolus-Duran, palais des Beaux-Arts de Lille.

Dans la mythologie grecque, Hébé (en grec ancien Ἥβη / Hếbê) est la déesse personnifiant la jeunesse, la vitalité et la vigueur des jeunes. Fille de Zeus et d'Héra, sœur d'Arès, elle protège les jeunes mariés. Son équivalent romain est Juventas.
Avant l'arrivée de Ganymède sur l'Olympe, elle sert d'échansonne aux dieux. À ce titre, c'est elle qui versait aux dieux de l'Olympe le nectar qui leur permettait de jouir d'une éternelle jeunesse et de l'Immortalité. Une tradition, sans doute tardive, la donne pour épouse de Héraclès. Avec son époux, elle mit au monde deux fils, Alexiarès et Anicétos.

## Mythe
Elle est citée par la Théogonie comme fille de Zeus et Héra, à l'instar d'Ilithyie et d'Arès. Pour autant, une tradition vivace veut qu'elle soit la fille d'Héra seule — invitée à un festin par Apollon, elle aurait mangé tant de laitues sauvages, qu'elle, qui était jusqu’alors stérile, donna naissance à Hébé, précise une source tardive. Homère fait de celle-ci la mère d'Arès et d'Hébé, sans mentionner de père. Pindare fait de même pour Ilithyie et Hébé.
Dans l’Iliade, où son ascendance n'est pas mentionnée, elle est citée par trois fois : elle sert aux dieux d'échansonne, leur versant l'ambroisie et le nectar pour leur donner la jeunesse éternelle ; elle soigne les blessures que Diomède inflige à son frère Arès ; elle aide Héra à atteler son char. Ce premier rôle d'échansonne ne paraît pas être son activité principale : il n'est mentionné qu'une fois, et l’Iliade mentionne également Héphaïstos à cet office. Iris est plus fréquemment associée à ce rôle, à la fois dans les textes et l'iconographie, avant d'être supplantée par Ganymède.
Le raisonnement pour le prétendu licenciement de Hébé n'est pas antique mais est en fait une histoire moralisatrice inventée dans les années 1500 par l'Église d'Angleterre. C'est là qu'il a été déclaré dans une note d'un dictionnaire anglais-latin qu'elle est tombée de manière peu décente alors qu'elle servait les dieux, ce qui la défait de sa robe, exposant publiquement son corps nu. Zeus, pour éviter que cela ne se reproduisît, en profita pour charger Ganymède, un jeune mortel qu’il avait enlevé, de cette tâche. Il devint alors le nouvel échanson des Dieux. Bien qu'il n'existe aucune source littéraire ou artistique classique pour ce récit, l'histoire a été modifiée pour servir d'avertissement aux femmes de rester modestement couvertes à tout moment, car les femmes nues en particulier étaient considérées comme honteuses par l'Église.
Selon l’Odyssée, la Théogonie et le Catalogue des femmes, elle épouse Héraclès après l'apothéose de ce dernier. Elle en a deux fils, Alexiarès et Anicétos. Cependant, le thème de la montée au ciel du héros pouvant être daté du VIe siècle av. J.-C., il semble que ces mentions soient interpolées. Aristarque de Samothrace avait déjà athétisé, c'est-à-dire rejeté comme suspect le passage incriminé de l’Odyssée, le considérant comme contradictoire avec celui de l’Iliade où Hébé baigne Arès, arguant du fait que baigner quelqu'un est le devoir des jeunes filles — à tort, puisque le bain est plutôt préparé par des servantes. Elle est aussi la femme d’Héraclès venu vivre dans l'Olympe.
Attendu que l'éternelle jeunesse est l'une des caractéristiques des dieux olympiens, il est difficile d'évaluer son rôle. Peut-être, à un stade archaïque du mythe, sa présence était-elle nécessaire pour conserver aux dieux leur jeunesse.

## Représentations

### Antiquité
Dans l'art grec, Hébé est la plupart du temps représentée en compagnie d'Héraclès. Un aryballe corinthien et quelques vases attiques, à figures noires ou rouges, dépeignent ainsi ses noces avec le héros dans l'Olympe. Elle apparaît également comme échansonne de Zeus ou d'Héra sur des vases attiques à figures rouges, mais sans que son identification soit certaine. Par la suite, elle est souvent dépeinte comme compagne de la déesse Aphrodite. On la voit souvent comme une douce jeune fille.

### Époque moderne
Hébé était un sujet d'art très populaire dans la période allant d'environ 1750 à 1880, ayant attiré peu d'attention artistique avant ou après. Nombre de ses représentations sont des portraits de femmes existantes, pour lesquelles au minimum les seules modifications à apporter à un costume normal étaient une robe blanche légère, des fleurs dans les cheveux et une coupe à tenir. La plupart des artistes ont ajouté un aigle et un décor au milieu des nuages. En français, il existait même un terme spécial, "en Hébé", pour décrire ce type de portrait. La personnification apparaît dans les styles rococo, Grand Manner et néoclassique. Même certains modèles très aristocratiques permettaient un certain degré de nudité, comme l'exposition d'un seul sein, bien que cela soit souvent beaucoup plus important dans les représentations non-portrait.

## Culte
Hébé était vénérée dans divers lieux, en Grèce et en Italie. Elle possède un temple à Corinthe, est adorée dans le Péloponnèse à Sicyone et à Phlionte dans un bois sacré sous le nom de Ganyméda et de Dia, ainsi qu'à Athènes, où elle a plusieurs temples, en tant que déesse de la jeunesse « Juventas ».

## Évocations artistiques
Les Fêtes d'Hébé est un opéra de Rameau. Hébé est aussi un personnage des Indes galantes et apparaît encore dans la première entrée (La Fable) des Fêtes de Polymnie du même Rameau. Gluck a composé parmi ses opéras italiens de jeunesse Les Noces d'Hercule et d'Hébé (Le nozze d'Ercole e d'Ebe) et Jean-Féry Rebel un air à boire, Le nectar qu'Hébé verse aux Dieux. Le célèbre sculpteur italien Canova l'a sculptée plusieurs fois. Moins connu, l'universitaire et poète Barthélémy A. Taladoire lui consacre un sonnet érotique dans son recueil Mythologiques. Louise-Victorine Ackermann lui consacre un poème dans son recueil Contes et poésies, mis en musique par Ernest Chausson dans la mélodie éponyme opus 7 n°2.
Journal d’une déesse de Teresa Buongiorno est un roman pour adolescent, qui raconte la vie de la jeune déesse. Son père, Zeus, pour ses 12 ans, lui donne un rouleau de papyrus, qu’elle décide d’utiliser comme journal intime. Ce roman nous plonge dans le quotidien de cette adolescente, et humanise ces dieux ancestraux. Entre secrets familiaux et vie de l’Olympe, Hébé nous confie de son œil d’adolescente les secrets de son monde.

## Sources
- Pseudo-Apollodore, Bibliothèque [détail des éditions] [lire en ligne] (I, 3, 1 ; I, 13 ; II, 7, 7 ; II, 157-158).
- Bacchylide (fr. 41 [édition ?]).
- Callimaque (fr. 202 [édition ?]).
- Catalogue des femmes [détail des éditions] (fr. XXV, 26-29 MW).
- Cicéron, De natura deorum [détail des éditions] [lire en ligne] (I, 40).
- Diodore de Sicile, Bibliothèque historique [détail des éditions] [lire en ligne] (IV, 39, 3).
- Élien, Nature des animaux (XVII, 46).
- Hésiode, Théogonie [détail des éditions] [lire en ligne] (v. 5, 921-922, 950-955).
- Homère, Iliade [détail des éditions] [lire en ligne] (IV, 1-3 ; V, 720-722 ; V, 905), Odyssée [détail des éditions] [lire en ligne] (XI, 603).
- Hygin, Fables [détail des éditions] [(la) lire en ligne] (Préface).
- Hymnes homériques [détail des éditions] [lire en ligne] (III à Apollon Pythien, 186 ; XV à Héraclès).
- Nonnos de Panopolis, Dionysiaques [détail des éditions] [lire en ligne] (VIII, 93 ; XIV, 430 ; XIX, 158 ; XXV, 430 ; XXVII, 241 ; XXXIII, 74 ; XXXV, 333).
- Ovide, Fastes [détail des éditions] [lire en ligne] (VI, 65 ; VII, 241), Métamorphoses [détail des éditions] [lire en ligne] (IX, 396 et suiv.).
- Pausanias, Description de la Grèce [détail des éditions] [lire en ligne] (I, 19, 3 ; II, 13, 3 ; II, 17, 5-6 ; VIII, 9, 2).
- Pindare, Odes [détail des éditions] (lire en ligne) (Isthmiques, IV, str. 4 ; Néméennes, I, str. 4, 4 ; Néméennes, VII, str. 1 ; Néméennes, VII, str. 1 , Néméennes, X, 1 ; Olympiennes, VI, 3).
- Properce, Élégies [détail des éditions] [lire en ligne] (I, 13).
- Stace, Silves [détail des éditions] (III, 1, 27).
- Strabon, Géographie [détail des éditions] [lire en ligne] (VIII, 6, 24).
- Valerius Flaccus, Argonautiques [détail des éditions] [lire en ligne] (VIII, 230).